# Cratere Kantang
Kantang  è un cratere sulla superficie di Marte.